# روبرتا براون
روبرتا براون (بالإنجليزية: Roberta Brown)‏ هي ساحرة استعراضية وممثلة أمريكية، ولدت في 2 أبريل 1965 في وارويك في الولايات المتحدة.

## وصلات خارجية
- روبرتا براون على موقع IMDb (الإنجليزية)
- روبرتا براون على موقع قاعدة بيانات الفيلم (الإنجليزية)